# 창녕성씨 기축보 목판
창녕성씨 기축보 목판(昌寧成氏 己丑譜 木板)은 대한민국 경상남도 창녕군에 있는 조선시대의 책판이다. 1990년 1월 16일 경상남도의 유형문화재 제266-6호 창녕성씨기축보책판으로 지정되었다가, 2018년 12월 20일 현재의 명칭으로 변경되었다.

## 개요
조선 숙종 35년 기축년에 새긴 이 판각은 그 당시의 흥해 현감 성환이 만력보에 이어 다시 만든 창녕성씨의 족보이다.

## 참고 문헌
- 창녕성씨 기축보 목판 - 국가유산청 국가유산포털